# Liste der Gottesgemahlinnen des Amun
Die Liste der Gottesgemahlinnen des Amun umfasst alle Trägerinnen dieses Titels, der zum ersten Mal in der 18. Dynastie belegt ist.

## Liste
Die folgende Liste nennt alle unter dem Titel Gottesgemahlin des Amun bekannten altägyptischen Amtsträgerinnen; auch jene, denen der Titel posthum verliehen wurde:
| Nr.          | Titelträgerin                                               | Bemerkungen                                                                               |
| 17. Dynastie | 17. Dynastie                                                | 17. Dynastie                                                                              |
| ------------ | ----------------------------------------------------------- | ----------------------------------------------------------------------------------------- |
| -            | Ahhotep I., posthume Verleihung in der 18. Dynastie         | Wahrscheinlich Tochter der Tetischeri und des Senachtenre                                 |
| 18. Dynastie |                                                             |                                                                                           |
| 1            | Ahmose Nefertari                                            | Tochter von Ahhotep I. und Seqenenre                                                      |
| 2            | Satkamose                                                   | Tochter von Kamose oder Ahmose I.                                                         |
| 3            | Satamun                                                     | Tochter von Ahmose I.                                                                     |
| 4            | Ahmose Meritamun II.                                        | Tochter von Ahmose Nefertari und Ahmose I., Gemahlin des Amenophis I.                     |
| 5            | Ahhotep II.                                                 | Wahrscheinlich Tochter der Tetischeri und des Senachtenre, vermutlich Gemahlin des Kamose |
| 6            | Hatschepsut                                                 | Tochter von Ahmose und Thutmosis I.                                                       |
| 7            | Neferu-Re, Name wurde von Thutmosis III. zerstört.          | Tochter von Thutmosis II. und Hatschepsut                                                 |
| -            | Satiah, posthume Verleihung durch Thutmosis III.            | Tochter von Ahmose Pennechbet? und Ipu                                                    |
| 8            | Meritre Hatschepsut, Name wurde von Amenophis II. zerstört. | Gemahlin von Thutmosis III., Mutter von Amenophis II.                                     |
| -            | Isis, posthume Verleihung durch Amenophis II.               | Gemahlin von Thutmosis II., Mutter von Thutmosis III.                                     |
| 9            | Meritamun II.                                               | Tochter von Thutmosis III. und Meritre Hatschepsut                                        |
| 10           | Tiaa                                                        | Mutter von Thutmosis IV., Gemahlin von Amenophis II.                                      |
| -            | Mutemwia, posthume Verleihung                               | Mutter von Amenophis III., Gemahlin von Thutmosis IV.                                     |
| 19. Dynastie |                                                             |                                                                                           |
| 11           | Satre (Gemahlin von Ramses I.)                              | Gemahlin von Ramses I. und Mutter von Sethos I.                                           |
| 12           | Tuja                                                        | Gemahlin von Sethos I. und Mutter von Ramses II.                                          |
| 13           | Tausret                                                     | Gemahlin von Sethos II.                                                                   |
| 20. Dynastie |                                                             |                                                                                           |
| 14           | Tent-Ipet                                                   | Gemahlin von Sethnacht                                                                    |
| 15           | Isettahemdjert                                              | Gemahlin von Ramses III.                                                                  |
| 16           | Iset                                                        | Tochter von Ramses VI.                                                                    |
| 21. Dynastie |                                                             |                                                                                           |
| 17           | Maatkare                                                    | Tochter von Pinudjem I.                                                                   |
| 18           | [Hathor-...] (Name unbekannt)                               | Zweite Königin von Pinudjem I.                                                            |
| 19           | Chent-taui II.                                              | Tochter von Königin Isis-em-heb II. und Mencheperre                                       |
| 22. Dynastie |                                                             |                                                                                           |
| 20           | Karomama                                                    |                                                                                           |
| 21           | Kedmerut                                                    |                                                                                           |
| 23. Dynastie |                                                             |                                                                                           |
| 22           | Schepenupet I.                                              | Tochter von Osorkon III.                                                                  |
| 25. Dynastie |                                                             |                                                                                           |
| 23           | Amenirdis I. (keine Königin)                                | Tochter von Kaschta und Pabatma                                                           |
| 24           | Schepenupet II. (keine Königin)                             | Tochter von Pije                                                                          |
| 25           | Amenirdis II. (keine Königin)                               | Tochter von Taharqa                                                                       |
| 26. Dynastie |                                                             |                                                                                           |
| 26           | Nebetneferumut (Nitokris I.) (keine Königin)                | Tochter von Psammetich I. und Meheten-weskhet                                             |
| 27           | Anchnesneferibre (keine Königin)                            | Tochter von Psammetich II. und Takhat                                                     |
| 28           | Nitokris II.                                                | Tochter von Amasis                                                                        |